# Khối Warszawa tấn công Tiệp Khắc
Vào đêm ngày 20–21 tháng 8 năm 1968, Liên Xô và các quốc gia trong khối Warszawa – Bulgaria, Cộng hòa Dân chủ Đức (Đông Đức), Hungary và Ba Lan – tiến quân vào Tiệp Khắc để ngăn chặn Mùa xuân Praha của Alexander Dubček.
Chiến dịch này có tên mã Danube, với số lượng binh lính vào khoảng 175,000 đến 500,000 , với Romania và Albania từ chối không tham dự; khoảng 500 người Séc và Slovak đã bị thương và 108 người bị chết trong các chiến dịch. Cuộc tấn công đã hoàn tất việc ngăn chặn cải tổ và củng cố lại quyền lực của Đảng Cộng sản Tiệp Khắc. Chính sách đối ngoại của Liên Xô trong thời kỳ này còn được gọi tên là Học thuyết Brezhnev.

## Bối cảnh
Từ năm 1948 phe cộng sản thân Liên Xô đã chiếm quyền kiểm soát chính phủ dân chủ và tự do Tiệp Khắc. Lãnh tụ Liên Xô Joseph Stalin đã áp đặt ý chí của ông lên những nhà lãnh đạo cộng sản nước này, và Tiệp Khắc đã được điều hành như một quốc gia theo chủ nghĩa Stalin cho đến năm 1964. Sau đó nhu cầu cải tổ kinh tế khuyến khích những cải tổ cả về mặt chính trị. Năm 1968, Alexander Dubček Tổng bí thư mới hứa hẹn các cuộc bầu cử dân chủ, đem lại quyền tự chủ lớn hơn cho Slovakia, tự do ngôn luận và tự do tôn giáo, bãi bỏ kiểm duyệt, chấm dứt hạn chế đi lại, và cải cách lớn trong nông nghiệp và công nghiệp. Dubček tuyên bố rằng ông đang mang lại "chủ nghĩa xã hội mang khuôn mặt con người."

## Lo sợ của Liên Xô
Leonid Brezhnev và lãnh tụ của các nước trong Khối Warszawa lo lắng việc tự do hóa ở Tiệp Khắc, bao gồm cả việc chấm dứt kiểm duyệt và sự theo dõi về chính trị của cảnh sát mật, sẽ làm thiệt hại những lợi ích của họ. Lo sợ đầu tiên là Tiệp Khắc có thể ra khỏi khối, làm thương tổn vị trí của Liên Xô nếu có một cuộc chiến tranh xảy ra với Tổ chức Hiệp ước Bắc Đại Tây Dương (NATO). Sự mất mát này không chỉ là kết quả của sự thiếu sót về chiều sâu của chiến lược Liên Xô, nó cũng có nghĩa là họ không thể bòn rút được gì từ cơ sở kỹ nghệ của Tiệp Khắc trong chiến tranh tương lai. Các lãnh tụ Tiệp Khắc không có ý định rời khỏi Khối Warszawa, nhưng Moskva cảm thấy là họ không biết chắc chắn ý định của Praha.

## Tiến trình đàm phán

Hàng rào cản và Xe tăng Liên Xô bị bốc cháy

Lãnh đạo Liên Xô ban đầu cố ngưng hay giới hạn những ảnh hưởng của các sáng kiến cải tổ của Dubček qua một loạt đàm phán. Tiệp khắc và Liên Xô đồng ý nói chuyện tay đôi được tổ chức vào tháng 7 năm 1968 tại Čierna nad Tisou, gần biên giới Slovakia–Liên Xô.
Tại buổi họp với sự tham dự của Brezhnev, Alexei Kosygin, Nikolai Podgorny, Mikhail Suslov bên phía Liên Xô và Dubček, Ludvík Svoboda, Oldřich Černík, Josef Smrkovský bên phía Tiệp Khắc, Dubček bào chữa cho chương trình của cánh cải tổ của đảng Cộng sản Tiệp Khắc (KSČ) trong khi cam kết sẽ giữ những thỏa hiệp Khối Warszawa và Comecon. Giới lãnh đạo KSČ, tuy nhiên lại chia ra thành phe cải tổ (Josef Smrkovský, Oldřich Černík, và František Kriegel) mà ủng hộ Dubček, và bảo thủ (Vasil Biľak, Drahomír Kolder, and Oldřich Švestka) mà chống lại những người cải tổ. Brezhnev quyết định thỏa hiệp. Những đại biểu KSČ xác nhận lại sự trung thành của họ đối với Khối Warszawa và hứa sẽ kiềm chế khuynh hướng chống xã hội chủ nghĩa, ngăn ngừa sự sống lại của đảng Dân chủ Xã hội Tiệp Khắc, và kiểm soát báo chí hiệu quả hơn. Liên Xô đồng ý rút quân đội của họ (vẫn đóng ở Tiệp Khắc từ khi tập trận vào tháng 6 năm 1968) và cho phép đại hội đảng tổ chức vào ngày 9 tháng 9.
Vào ngày 3 tháng 8, đại diện từ Liên Xô, Đông Đức, Cộng hòa Nhân dân Ba Lan, Hungary, Bulgaria, và Tiệp Khắc họp tại Bratislava và ký tuyên bố Bratislava. Tuyên bố xác nhận sự trung thành không lay chuyển với Chủ nghĩa Marx–Lenin và Chủ nghĩa Vô sản Quốc tế và tuyên bố cuộc đấu tranh kiên cường chống lại ý thức hệ tư sản và tất cả các lực lượng "chống Xã hội chủ nghĩa". Liên Xô bày tỏ ý định can thiệp vào một nước Khối Warszawa nếu một hệ thống tư sản – một hệ thống đa nguyên có nhiều đảng phái chính trị đại diện cho những phái khác nhau của chủ nghĩa tư bản được thành lập. Sau hội nghị Bratislava, quân đội Liên Xô rời khỏi lãnh thổ Tiệp Khắc nhưng vẫn tập trung dọc theo biên giới nước này.
Liên Xô không hài lòng với những cuộc nói chuyện này, bắt đầu nghĩ tới những biện pháp quân sự. Chính sách của Liên Xô ép buộc những chính phủ xã hội chủ nghĩa phải đặt quyền lợi nước mình dưới quyền lợi của khối phía đông (qua những lực lượng quân sự nếu cần thiết) được biết tới như là Học thuyết Brezhnev.

## NATO

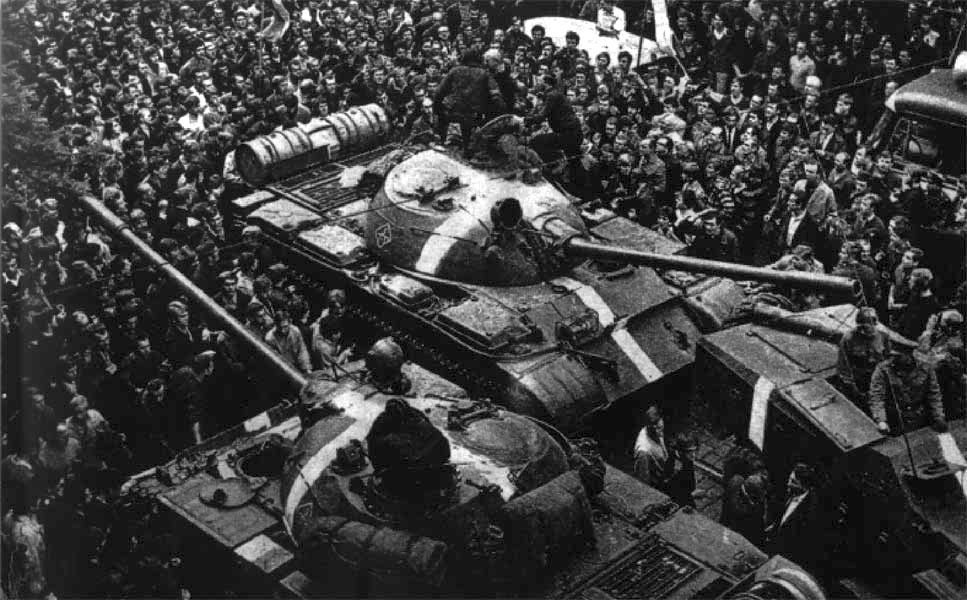
Cảnh đám đông người biểu tình vây quanh xe tăng Liên Xô trong những ngày đầu cuộc xâm lược ở Praha

Hoa Kỳ và NATO hầu như đã phớt lờ về tình trạng đang diễn tiến ở Tiệp Khắc. Trong khi Liên Xô đang lo lắng là có thể mất một đồng minh, Hoa Kỳ không có ước muốn để có được một đồng minh mới. Tổng thống Hoa Kỳ Lyndon Johnson đã can thiệp vào cuộc Chiến tranh Việt Nam và hầu như không có thể đánh trống triệu tập để giúp đỡ cho một xung đột có thể xảy ra ở Tiệp Khắc. Ngoài ra, ông ta cũng muốn theo đuổi một hiệp ước kiểm soát vũ khí với Liên Xô, SALT. Ông ta cần một đối tác ở Moskva để có thể đạt được một thỏa hiệp, và ông ta không muốn chỉ vì Tiệp Khắc mà hiệp định này sẽ thất bại. Vì những lý do này, Hoa Kỳ đã cho thấy rõ là họ không can thiệp cho mùa xuân Praha, cho Liên Xô toàn quyền làm theo ý thích.

## Can thiệp

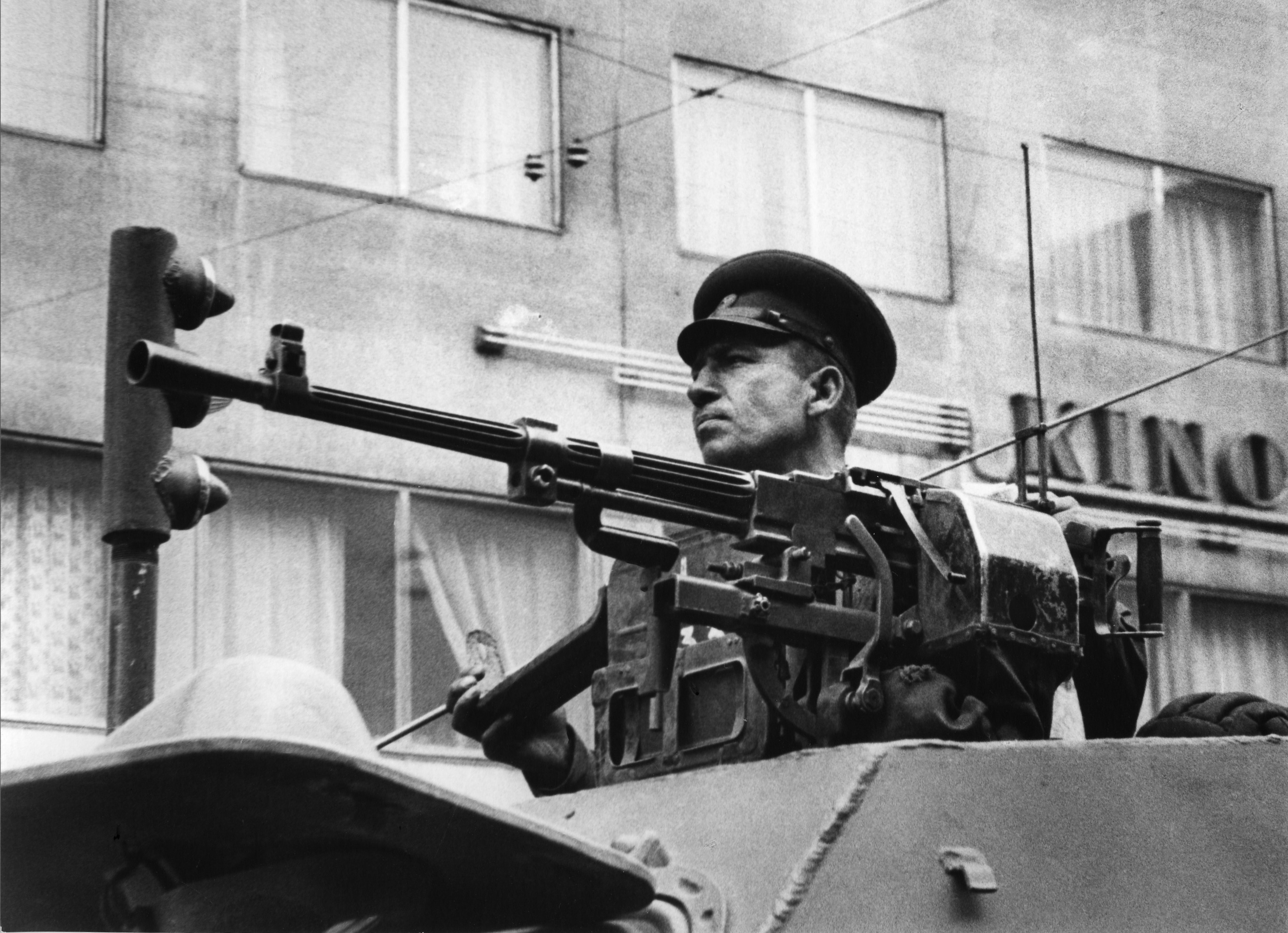
Người lính Liên Xô

Bom đạn xe tăng Liên Xô – có lẽ được mang ra từ một xe tăng bị cháy.

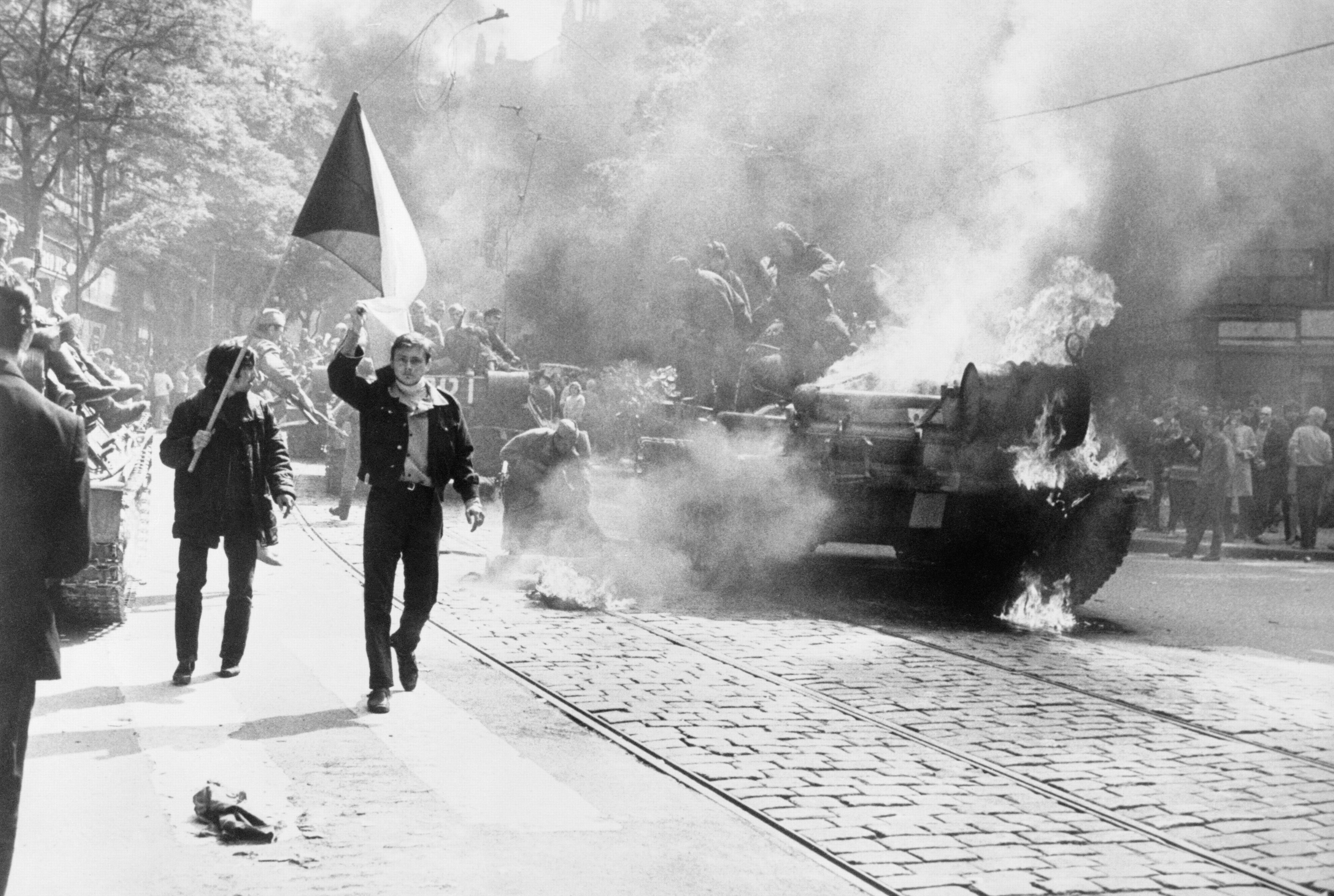
Người Tiệp Khắc mang quốc kỳ chạy ngang một xe tăng bị cháy ở Prague.

Khoảng 11 giờ tối ngày 20 tháng 8 năm 1968, quân đội khối phía đông từ 4 nước khối Warszawa – Liên Xô, Bulgaria, Ba Lan và Hungary – xâm chiếm Tiệp Khắc. Tối hôm đó, 200.000 binh lính khối Warszawa và 2.000 xe tăng đã tiến vào nước này. Romania không tham dự vào cuộc xâm chiếm này, cả Albania cũng vậy, và vì vấn đề này mà nước này rút ra khỏi khối Warszawa. Việc tham dự của Cộng hòa Dân chủ Đức (Đông Đức) đã bị hủy bỏ chỉ vài giờ trước cuộc xâm chiếm.
Cuộc xâm chiếm được hoạch định và phối hợp rất tốt; cùng lúc lực lượng bộ binh vượt sang biên giới, một sư đoàn biệt cách dù Liên Xô đã chiếm phi trường Václav Havel Prague (lúc đó được gọi là phi trường Quốc tế Ruzyne) trong những giờ đầu của cuộc xâm lăng. Nó bắt đầu với một chuyến máy bay đặc biệt từ Moskva mà chở hơn 100 nhân viên mặc thường phục. Họ đã nhanh chóng chiếm được phi trường và chuẩn bị đường cho một cuộc vận chuyển bằng đường hàng không khổng lồ, các máy bay vận tải An-12 bắt đầu đáp và chất binh lính biệt cách dù được trang bị với đại pháo và xe tăng hạng nhẹ xuống.

Cư dân trên ngưỡng cửa mang theo những lá cờ Tiệp Khắc đẫm máu.

Trong khi những hoạt động tại phi trường tiếp tục, các đoàn xe tăng và các nhóm đi bằng xe với súng trường tiến về Praha và các trung tâm chính khác, họ không gặp sự chống cự nào. Các lực lượng xâm lăng là từ Liên Xô được sự giúp đỡ của các nước khác từ khối cộng sản. Trong số này có 28.000 lính của quân đoàn 2 Ba Lan (1968) từ quân khu Silesian, được cầm đầu bởi tướng Florian Siwicki, và quân đội Hungary, mà rút tất cả về ngày 31 tháng 10.
Trong cuộc tấn công của các quân đội khối Warszawa, 72 người Tiệp Khắc và Slovakia bị tử thương (19 người trong số đó ở Slovakia) và hàng trăm người bị thương. Alexander Dubček đã kêu gọi đồng bào không chống cự. Ông ta bị bắt và được đưa sang Moskova cùng với nhiều đồng chí của mình. Dubček và đa số những người cải tổ được thả trở về Prague vào ngày 27 tháng 8, và Dubček được giữ chức tổng bí thư cho tới khi ông ta bị buộc phải từ chức vào tháng 4 năm 1969 theo sau cuộc nổi loạn Khúc côn cầu trên băng Tiệp Khắc (1969).
Sau cuộc xâm chiếm là một làn sóng di cư, đa số là những thành phần có học thức cao, chưa từng thấy trước giờ và ngưng lại sau một thời gian ngắn (ước lượng: 70.000 ngay lập tức, tổng cộng 300.000). Các nước Tây phương đã ít nhiều gây khó dễ khi họ nhập cư.